# Vinnie Paul Abbott
Vincent Paul Abbott, conhecido popularmente como Vinnie Paul Abbott ou apenas Vinnie Paul (Dallas, 11 de março de 1964 — 22 de junho de 2018), foi um Músico norte-americano de Heavy Metal famoso por ter sido o baterista do Pantera, Damageplan, Rebel Meets Rebel e Hellyeah.
Nos seus últimos anos de vida, Vinnie Paul encontrava-se atuando na banda Hellyeah, porém alcançou a fama quando fez parte da banda de groove metal Pantera, na qual foi co-fundador. Ele também foi, em 2004, co-fundador da banda Damageplan, juntamente com seu irmão, Dimebag Darrell. A banda era bem aclamada pela crítica e fazia sucesso, até o assassinato de Dimebag Darrell, em pleno palco, levando a banda a encerrar suas atividades em dezembro daquele mesmo ano.
Ficou em 19° lugar na lista dos "50 melhores bateristas de hard rock e metal de todos os tempos" do site Loudwire. Também foi citado na lista dos ''Melhores bateristas da atualidade'' do site MusicRadar.
Vinnie Paul morreu no dia 23 de junho de 2018, vítima de um ataque cardíaco enquanto dormia.

## Biografia

### Início
Vinnie Paul nasceu na cidade de Dallas no Texas, em 11 de março de 1964, filho de Carolyn Abbott e Jerry Abbott, um produtor musical de Música Country. Ele produziu bandas como Pantera, Tres Diablos, Damageplan e Rebel Meets Rebel, junto com seu irmão, o guitarrista Dimebag Darrell. Seu relacionamento profissional musical com seu irmão muitas vezes lhes ganhou comparações aos músicos de hard rock, como Eddie Van Halen e Alex Van Halen.
Sua maior influência é Peter Criss do Kiss e Neil Peart, do Rush. Vinnie Paul também incorpora elementos do rock progressivo em sua bateria.
Por muito tempo foi baterista de bandas conhecidas de heavy metal, as mais conhecidas foram Pantera e Damageplan, onde trabalhou junto com seu irmão, ocupando o cargo de baterista. Após a morte de Dimebag Darrell, em 2004, o Damageplan chegou ao fim.

### Pantera
Vinnie Paul formou a banda  Pantera em 1981, junto com seu irmão, o guitarrista Dimebag Darrell, o baixista Rex Brown, Terry glaze como guitarrista, e Donnie Hart como vocalista. Após a saída de Donnie, Terry glaze assumiu os vocais. Com essa formação completa, eles lançaram três álbuns.
No entanto, o vocalista Phil Anselmo foi chamado para substituir Terry, em 1988. Até 1990 a banda tinha assinado contrato com a Atco Records e lançado Cowboys from Hell, que demonstrou ser a banda de maior sucesso. Ao longo de mais quatro registros estúdio, um vivo e um álbum greatest Hit, Anselmo e o Pantera foram nomeados para os quatro melhores desempenhos do metal Grammys em 1995 para "I'm Broken", em 1997 para "SuicIde Note Pt. I", em 1998 para "Cemetery Gates" e em 2001 para a clássica "Revolution is my name".
Em 2001, Anselmo decidiu parar com seu trabalho no Pantera devido à dor nas costas, enquanto ele excursionou e participou de novos projetos. Em 2003, em uma entrevista a um jornal, Anselmo afirmou que não quis voltar para o grupo. Nesse mesmo ano, o Pantera decidiu publicar a dissolução da banda. Nos anos a seguir, surgiu uma nova briga que envolvia os irmãos Abbott e Phil Anselmo, entretanto ninguém queria tocar no assunto da briga. A imprensa publicava matérias que causavam ainda mais impacto e repercussão na relação dos irmãos Darrel com Phil Anselmo, inclusive o fato de que Dimebag e Vinnie Paul deveriam levar "uma surra" (Fato que, segundo o próprio Phil Anselmo, foi uma farsa da mídia). Apesar disso, ambos os irmãos ficaram extremamente irritados com Phil Anselmo.
Após o fim do Pantera, Vinnie Paul e seu irmão Dimebag resolveram continuar em outros projetos. Eles continuaram tocando com o baixista do Pantera, Rex Brown, e os três se uniram a David Allan Coe, batizando o projeto de "Rebel Meets Rebel".

### Damageplan
Phil Anselmo estava em outros projetos com sua banda, quando os irmãos Vinnie Paul e Dimebag Darrell formaram a banda Damageplan, com o baixista Bob Zilla e Patrick Lachman. Naquela época, Rex Brown tinha abandonado a sua carreira, provavelmente para cuidar de seus problemas de saúde.
O Damageplan teve um álbum gravado, o bem aclamado "New Found Power", e o lançamento se deu em fevereiro de 2004. Porém a banda estava com os dias contados. Em 8 de dezembro de 2004, enquanto o Damageplan fazia a turnê de divulgação do álbum recém-lançado, Dimebag Darrell foi morto a tiros em pleno palco por Nathan Gale, no clube Alrosa Villa, em Columbus, no estado do Ohio.

### Morte de Dimebag Darrell
Quando seu irmão Dimebag Darrell morreu em um show do Damageplan, Vinnie Paul havia criado um certo mal-entendido com o vocalista Phil Anselmo, por achar que ele estava envolvido na morte de seu irmão. Vinnie se recusava a fazer entrevistas e parou de tocar, decidindo assim que o Damageplan havia sido o seu último projeto. Em uma reportagem ele disse que "chegou a sentir muita falta do seu irmão, e que todos os dias ele gostaria de amanhecer morto."

### Hellyeah e falecimento
O guitarrista Zakk Wylde o incentivou a voltar a tocar, após a morte de seu irmão. Mais conformado com a situação, Vinnie Paul resolveu ir para a banda Hellyeah, que gravava no mesmo estúdio que pertenceu ao Damageplan. O Hellyeah trouxe também para a sua formação o guitarrista Greg Tribbett e o vocalista Chad Gray, ambos do Mudvayne, Tom Maxwell do Nothing Face, e o baixista Bob Zilla do próprio Damageplan, que substituiu Jerry Montano, o baixista original.
Vinnie voltou a dar entrevistas e explicou o motivo de sua briga com Phil Anselmo, o ex-vocalista do Pantera, dizendo que não ia ser tão cedo que eles voltariam a se falar.
O baterista morreu em 22 de junho de 2018, em anúncio publicado na fanpage da sua antiga banda, o Pantera, devido a um infarto enquanto dormia. Os médicos responsáveis pelo caso disseram que as causas da sua morte foram cardiomiopatia (inflamação e ampliação do músculo cardíaco) bem como uma séria doença arterial coronariana, tudo classificado como “causas naturais” pela polícia.
Vinnie Paul foi enterrado ao lado do seu irmão Dimebag Darrell. A mãe de ambos, "Carolyn Abbott", também está enterrada ao lado deles. Vinnie Paul tinha 54 anos.